# Вожня
Вожня, Важня — река в России, протекает в Краснобаковском районе Нижегородской области. Устье реки находится в 46 км по левому берегу реки Уста. Длина реки составляет 14 км.
Исток Вожни находится в лесах в 29 км к северо-востоку от посёлка Красные Баки. Течёт на юго-запад по сплошному лесному массиву, в среднем течении протекает деревню Высоково. Крупнейшие притоки — Фоминка (левый) и безымянная река, впадающая в 2 км от устья по правому берегу. Вожня впадает в Усту напротив села Кириллово.

## Данные водного реестра
По данным государственного водного реестра России относится к Верхневолжскому бассейновому округу, водохозяйственный участок реки — Ветлуга от города Ветлуга и до устья, речной подбассейн реки — Волга от впадения Оки до Куйбышевского водохранилища (без бассейна Суры). Речной бассейн реки — (Верхняя) Волга до Куйбышевского водохранилища (без бассейна Оки).
Код объекта в государственном водном реестре — 08010400212110000043458.